# Romaria a Bom Jesus da Lapa
A Romaria a Bom Jesus da Lapa é uma manifestação cultural e religiosa católica, tradicional na cidade de Bom Jesus da Lapa, no estado brasileiro da Bahia. Considerada, recentemente, como Patrimônio Imaterial do Estado. Ocorre anualmente do dia 28 de julho a 6 de agosto. É a maior romaria da Bahia e é a terceira maior romaria do Brasil.

## História
A Romaria a Bom Jesus da Lapa tem sua origem na descoberta da gruta, transformada em santuário pelo Francisco Mendonça Mar, e com as descobertas das minas de ouro na região do rio São Francisco, durante o Ciclo do Ouro no século XVII. A movimentação ao entorno do Morro da Lapa cresceu, onde alguns viajantes, mineradores e mascates paravam na gruta para descansar e/ou fazer oração para agradecer e pedir proteção.
No ano de 1702, o então Arcebispo da Bahia, Dom Sebastião Monteiro da Vide, obteve conhecimento sobre a pequena romaria que se iniciava no Morro da Lapa, em busca pelo Bom Jesus e pela Nossa Senhora da Soledade e sobre os trabalhos de caridade do Monge da gruta. No ano de 1706, o Francisco Mendonça Mar iniciou sua ordenação para padre, a pedido de Dom Sebastião Monteiro da Vide.
Devotos começaram a construir casas ao entorno do Morro da Lapa, e o povoado que se formava recebeu o nome de arraial Bom Jesus da Lapa, que no ano de 1750, já possuía, aproximadamente, cinquenta casas e no ano de 1852 constavam cento e vinte e oito residências e em 1870, possuía quatrocentos e cinco casas e uma delegacia. Conforme o arraial Bom Jesus da Lapa crescia, a peregrinação à gruta também crescia.
No ano de 1903, houve um incêndio na gruta que destruiu a imagem original do Senhor Bom Jesus trazida por Francisco Mendonça Mar e a imagem precisou ser substituída.
No ano de 2021, com a pandemia do Covid-19, a romaria precisou de adaptações para não ocorrer aglomerações. Todas as novenas foram transmitidas pela internet. No dia 5 e 6 de agosto, apenas cem devotos, com distanciamento entre eles,  puderam estar presentes durante a novena.

## Os romeiros de Bom Jesus
Os romeiros, em sua maioria, são brasileiros vindos do estado da Bahia e Minas Gerais. Chegam na cidade em ônibus ou nas tradicionais Caravanas da Fé, que são caminhões adaptados, em estilo pau-de-arara, com bancos de madeira enfileirados transversalmente e uma cobertura com lona. Se hospedam nos "hotéis de romeiros", que na maior parte são hospedarias familiares que ficam próximas ao santuário, ou em rancharias. Os romeiros de baixo poder aquisitivo, quando não podem arcar com o custo de uma hospedaria, dormem em barracas que montam ao redor do caminhão da caravana.
Muitos devotos usam chapéu de palha encapada com pano branco e fita verde, o principal símbolo dos romeiros de Bom Jesus Onde o branco simboliza as vestes do Bom Jesus e o verde simboliza a esperança.

## A romaria
Entre os dias 28 de julho e 5 de agosto, ocorrem as novenas na Esplanada do Santuário. Os romeiros visitam primeiro a esplanada, e seguem para visitar as grutas do Santuário. Para acessar as grutas, precisam enfrentar longas filas. Os devotos tocam na pia batismal situada à esquerda da gruta, depois tocam nas imagens e em seguida iniciam suas orações. Alguns romeiros seguem para a sala dos ex-votos, para colocar ali peças simbólicas de sua fé. Há romeiros que sobem o Morro da Lapa, por uma trilha irregular e íngreme, para fazer orações, acender velas ou simplesmente contemplar a vista.
No dia 6 de agosto, ocorre a Festa do Bom Jesus, dia que concentra o maior número de romeiros na cidade. Inicia-se com uma missa solene na esplanada e saem em procissão pelas principais ruas da cidade, cantando hinos e carregando a imagem do Bom Jesus da Lapa até chegarem ao Santuário de Bom Jesus da Lapa, onde soltam fogos de artifício.

## Morro da Lapa
O Morro da Lapa se localiza à margem direita do rio São Francisco, no perímetro urbano da cidade de Bom Jesus da Lapa. Possui cerca de noventa e três metros de altura, quatrocentos metros de largura e aproximadamente mil metros de extensão. É um maciço de calcário de coloração negra e possui em torno de quinze grutas.

## Santuário de Bom Jesus da Lapa

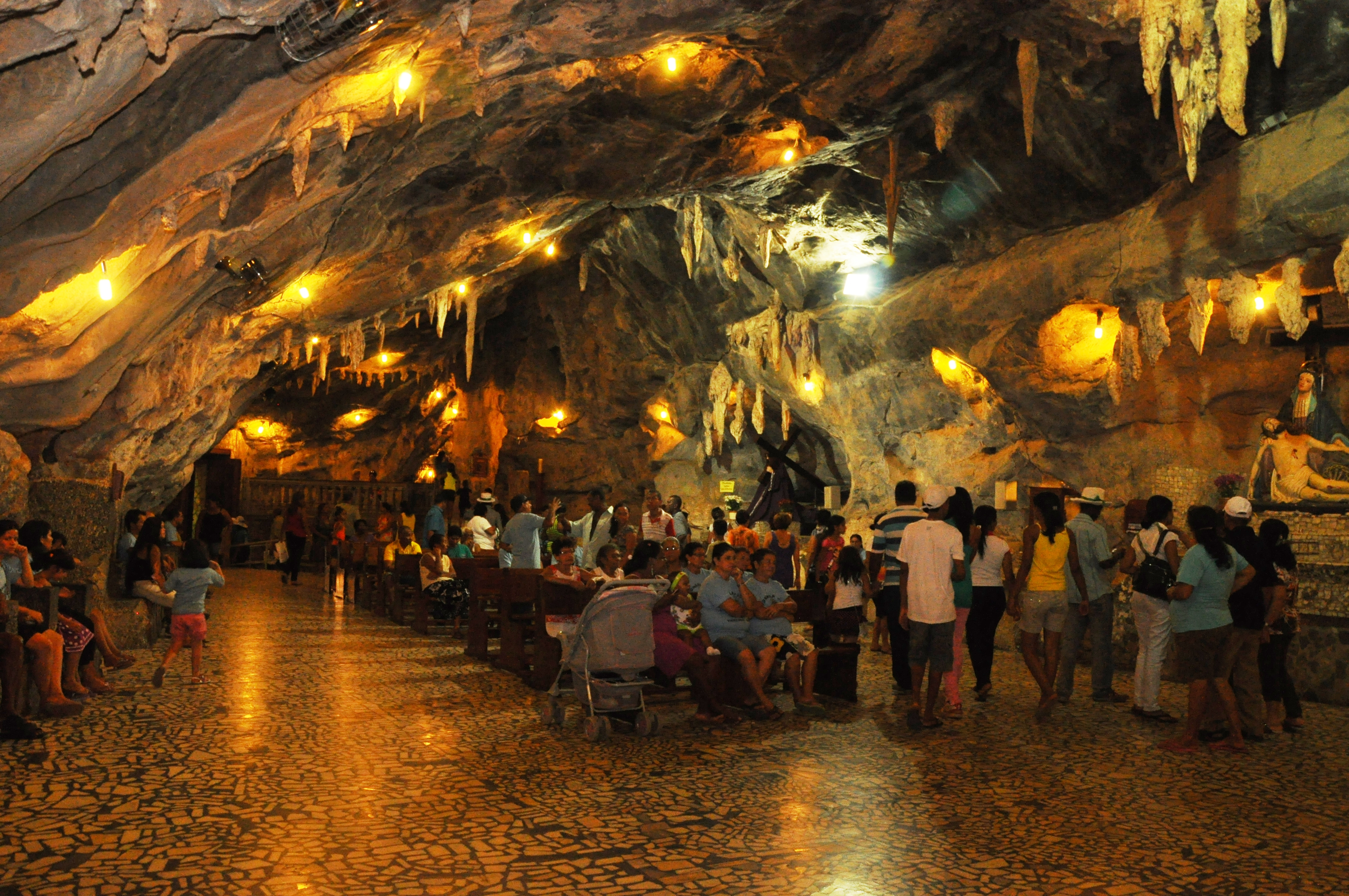
Interior da gruta Bom Jesus da Lapa

A gruta no Morro da Lapa, onde atualmente é o Santuário de Bom Jesus da Lapa, foi descoberto pelo português Francisco Mendonça Mar no ano de 1691, após se desfazer de todos os seus bens e iniciar uma peregrinação pelo sertão baiano, carregando apenas duas imagens, a do Senhor Bom Jesus e da Nossa Senhora da Soledade. Ao entrar na gruta, viu em uma das fendas a forma de uma cruz nos mesmos moldes da cruz que carregava e assentou a sua cruz ali. Francisco fez da gruta a sua morada e lugar de oração, e iniciou assim a sua vida de eremita. Francisco Mendonça Mar fez uma capela-mor e colocou as imagens do Senhor Bom Jesus e da Nossa Senhora da Soledade, passando a ser conhecido como o Monge da Gruta e após sua ordenação, como Padre Francisco da Soledade.
A Gruta do Bom Jesus da Lapa é uma caverna natural, que possui cinquenta metros de comprimento, quinze metros de largura e sete metros de altura. E é a catedral e Matriz da cidade.